# 2017年世界柔道選手権大会 (無差別)
2017年世界柔道選手権大会(無差別)（第35回世界柔道選手権大会）は、2017年11月11日から12日の2日間にわたってモロッコのマラケシュで開催された柔道の世界選手権。無差別単独の世界選手権は2011年のチュメニ大会以来6年ぶり3度目となる。

## 大会概要
| 正式名称 | 世界柔道選手権(無差別)2017マラケシュ大会 英語: World Judo Open Championships 2017 MARRAKECH フランス語: Championnats du monde de toutes catégories 2017 MARRAKECH |
| 開催場所 | マラケシュ国際会議場 |
| 主催     | 国際柔道連盟 |
| 開催日程 | 11月11日 男子無差別 12日 女子無差別 |

## 結果

### 男子

#### 無差別
| 順位 | 選手名                           | 国旗         |
| ---- | -------------------------------- | ------------ |
| 1.   | テディ・リネール                 | フランスの旗 |
| 2.   | トマ・ニキフォロフ               | ベルギーの旗 |
| 3.   | 王子谷剛志                       | 日本の旗     |
| 3.   | アレックス・ガルシア・メンドーサ | キューバの旗 |
| 5.   | 影浦心                           | 日本の旗     |
| 5.   | アンディ・グランダ               | キューバの旗 |
| 7.   | アレクサンドル・ミハイリン       | ロシアの旗   |
| 7.   | バトトルガ・テムーレン           | モンゴルの旗 |

### 女子

#### 無差別
| 順位 | 選手名                     | 国旗                         |
| ---- | -------------------------- | ---------------------------- |
| 1.   | 朝比奈沙羅                 | 日本の旗                     |
| 2.   | ラリサ・ツェリッチ         | ボスニア・ヘルツェゴビナの旗 |
| 3.   | イダリス・オルティス       | キューバの旗                 |
| 3.   | ニヘル・シェイフルフ       | チュニジアの旗               |
| 5.   | テシー・サフェルカウルス   | オランダの旗                 |
| 5.   | ロマヌ・ディッコ           | フランスの旗                 |
| 7.   | エリアニス・アギラル       | キューバの旗                 |
| 7.   | アン＝ファトゥマタ・ンベロ | フランスの旗                 |

### 各国メダル数
| 順 | 国・地域                 | 金 | 銀 | 銅 | 計 |
| -- | ------------------------ | -- | -- | -- | -- |
| 1  | 日本                     | 1  | 0  | 1  | 2  |
| 2  | フランス                 | 1  | 0  | 0  | 1  |
| 3  | ベルギー                 | 0  | 1  | 0  | 1  |
| 3  | ボスニア・ヘルツェゴビナ | 0  | 1  | 0  | 1  |
| 5  | キューバ                 | 0  | 0  | 2  | 2  |
| 6  | チュニジア               | 0  | 0  | 1  | 1  |

## 優勝者の世界ランキング

### 男子
| 100kg超級 | フランス | テディ・リネール | 2位 |

### 女子
| 78kg超級 | 日本 | 朝比奈沙羅 | 1位 |

(出典、JudoInside.com)。

## 賞金
今大会ではIJFワールド柔道ツアーとして初めてとも言える高額な賞金が用意されることになった。
| 順位     | 賞金額（選手）                  | 賞金額（コーチ）                |
| -------- | ------------------------------- | ------------------------------- |
| 優勝     | 8万ユーロ（日本円で約1064万円） | 2万ユーロ （日本円で約266万円） |
| 2位      | 4万ユーロ                       | 1万ユーロ                       |
| 3位タイ  | 2万ユーロ                       | 5千ユーロ                       |
| 5位タイ  | 8000ユーロ                      | 2000ユーロ                      |
| 7位タイ  | 4500ユーロ                      | 500ユーロ                       |
| ベスト16 | 2250ユーロ                      | 250ユーロ                       |

## トラブル
今大会の2回戦でフランスのシリル・マレに一本負けしたリオデジャネイロオリンピック100kg超級銅メダリストのオル・サッソンは、ビザの発給をモロッコ当局に一旦は拒否されたものの、IJF会長であるマリウス・ビゼールの力添えで入国することができた。なお、2015年に同じモロッコのラバトで開催されたワールドマスターズでは、イスラエル選手団が安全保障上の理由からモロッコの空港で一時身柄を拘束される騒ぎがあった(ワールドマスターズ2015#トラブルの項を参照のこと)。